# Beugelfles

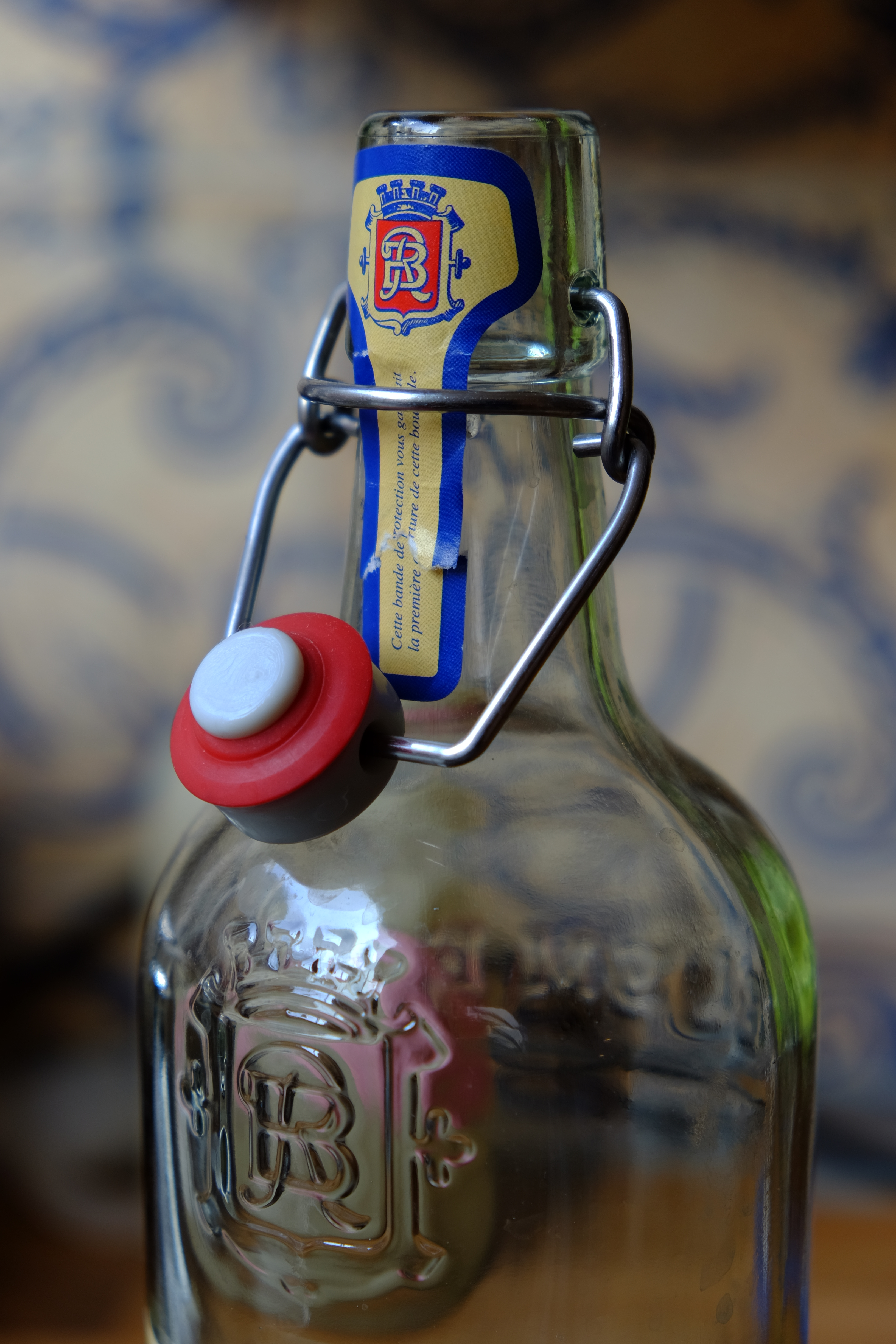
Een beugelfles en dop

Een beugelfles is een fles met een afsluiting in de vorm van een met een  beugel aan de fles bevestigde dop met een rubberen ring. Voor deze sluiting werd in 1875 patent aangevraagd door Charles de Quillfeldt.
De hersluitbare beugelflessen worden gebruikt voor verschillende vloeistoffen. Bekend zijn de bierflessen van Grolsch in Nederland, de Flensburger Brauerei in Noord-Duitsland en brouwerij Bernard in Tsjechië. De beugeldop werd vroeger gemaakt van porselein, maar tegenwoordig ook van plastic. 